# حزيز (حي)

تعديل مصدري - تعديل

حي حزيز هو أحد أحياء مدينة صنعاء، ويتبع إدارياً مديرية سنحان وبني بهلول التابعة لمحافظة صنعاء اليمنية. يبلغ تعداد سكانه 33853 نسمة حسب التعداد السكاني في اليمن لعام 2004.